# Amarynthis meneria
Amarynthis meneria es una especie de mariposa de la familia Riodinidae, es un género monotípico. Es una especie común en las tierras bajas de la selva tropical, se encuentran al este de los Andes de Venezuela, Surinam y Guyana, al sur a través de la Amazonia brasileña hasta el Perú y en el norte de Argentina.